# Michal Hrdlička
Michal Hrdlička (* 9. prosince 1988 Praha) je český sportovní komentátor a moderátor, do léta 2016 uváděl sportovní relaci TV Nova Sportovní noviny.

## Biografie
Narodil se ve sportovní rodině (otec Václav Hrdlička, bratr Tomáš Hrdlička), sportuje už od dětství, hrál fotbal a chtěl být profesionálním fotbalistou. Po zranění kolene se jeho plány změnily, přesto stále hraje fotbal za Všenory. Kromě fotbalu rád běhá a hraje tenis.
V roce 2013 bylo oznámeno, že se stal partnerem kolegyně z televize Nova, moderátorky Lucie Borhyové, a 25. června 2014 se jim narodila dcera Linda. Dne 14. října 2015 však potvrdili rozchod. V létě 2016 oznámil svůj vztah s tenistkou Karolínou Plíškovou. V červenci 2018 se v Monaku konal svatební obřad.
Od roku 2009 pracoval v redakci sportu TV Nova. Byl moderátorem Sportovních novin této televizní stanice a komentátorem sportovních událostí. Velkou sportovní akci moderoval poprvé v roce 2014, kdy ho TV Nova vyslala komentovat zimní olympiádu 2014 v Soči. V červenci 2016 však televize Nova oznámila jeho propuštění.